# Guerre du Fou
La guerre du Fou, ou guerre de Pachai, était un conflit armé opposant, de 1918 à 1921 les Hmongs, ou Méos, du Laos aux autorités coloniales à l'époque du protectorat français.
À l'origine, les Hmongs vivaient vers le centre de la Chine. Certains groupes ont commencé à migrer au-delà de la frontière sino-laotienne au XIXe siècle. À la fin du XIXe siècle, les Français prirent le contrôle du Laos. Des Hmongs vivaient alors avec d'autres ethnies dans les montagnes du Nord-Laos.
La révolte des Hmongs éclata en 1918 à cause des effets de la colonisation française : les taxes sur l'opium produit par les Hmongs, les réquisitions de chevaux qui n'étaient pas toujours payées et diverses exactions des fonctionnaires français subalternes.
La révolte avait démarré parmi les Hmongs du Viêt Nam, mais en juillet 1919, l'un de ses chefs, Pa Chay Vue (Ba-tchay ou Pa Chay) se réfugia dans la province de Xieng Khouang et décréta une guerre sainte contre les Français, les Lao, les Khmus et les Viêts. Il voulait créer un royaume hmong dont la capitale serait Ðiện Biên Phủ.
Ce ne fut qu'en mars 1921 que les Français réussirent à mettre un terme à la révolte. Les Hmongs obtinrent alors une certaine autonomie cantonale et communale,.